# Krasni Sulín
Krasni Sulín (Кра́сный Сулин en ruso) es una ciudad rusa, capital del distrito de Krasnosulinsky en el óblast de Rostov, localizada en la cuenca del Donéts a 155 km al norte de Rostov del Don.

## Demografía
| 1939   | 1959   | 1970   | 1979   | 1989   | 2002   | 2008   |
| ------ | ------ | ------ | ------ | ------ | ------ | ------ |
| 33 900 | 39 900 | 41 700 | 42 600 | 43 100 | 44 187 | 42 590 |